# Теодосий I Рилски
Теодосий I Рилски е висш български духовник, игумен на Рилския манастир.

## Биография
Роден е вероятно в 50-те или 60-те години на XVIII век в град Банско, тогава в Османската империя. Става игумен на Рилския манастир в 1798 година и остава на този пост до 1801 година. Йеромонах Теодосий отново е избран за игумен на Рилския манастир в 1805 година.
Йеромонах Теодосий полага големи усилия за запазването на българската книжовност. Дарява средства, с които е зографисан от приятеля му Тома Вишанов храмът „Поков Богородичен“ при постницата „Свети Лука“ към Рилския манастир. Там се пази рисуваният от Вишанов ктиторски портрет на Теодосий. Прави множество дарения и на други храмове.
Негов внук е Неофит Рилски. Теодосий пребивава в манастира заедно с брат си Теофан и умира около 1850 година.